# Згорній Лехен-на-Похорю
Згорній Лехен-на-Похорю (словен. Zgornji Lehen na Pohorju) — поселення в общині Рибниця-на-Похорю, Регіон Корошка, Словенія. Висота над рівнем моря: 611,5 м.